# ÖBB 1010
Die Reihe 1010 der Österreichischen Bundesbahnen (ÖBB) waren sechsachsige elektrische Schnellzuglokomotiven die von 1955 bis 2003 im Einsatz waren. Die Maschinen wurden von Simmering-Graz-Pauker gebaut. Sie waren jahrzehntelang eine wichtige Stütze des elektrischen Bahnbetriebes der ÖBB.

## Geschichte
Die Österreichischen Bundesbahnen planten in der Nachkriegszeit, nachdem die wichtigsten Hauptverbindungen wieder mit 120 km/h befahrbar und elektrifiziert waren, neue Elektrolokomotiven zu beschaffen. Die ÖBB wollten Elloks, die für 130 km/h zugelassen waren und eine Leistung von 3000 kW aufwiesen. Die Hauptverbindungen wurden in den fünfziger Jahren mit älteren Lokomotiven der Reihen (1570, 1670, 1670.100 und 1018) bedient. Da diese Lokomotiven den Anforderungen der ÖBB nicht mehr entsprachen und die Beschaffung weiterer Exemplare dieser Maschinen deshalb nicht mehr in Frage kam, entschieden sich die ÖBB für die Beschaffung von Neukonstruktionen. Auf Basis der Reihen 1040 und 1041 entstand die Reihe 1010, zeitgleich mit der Konstruktion der Reihe 1110. Die ÖBB forderten eine Begrenzung der Achslast auf 18 Tonnen, da sie für die Reihe 1010 ein vielseitiges Einsatzgebiet geplant hatten.
Die Inbetriebnahme der ersten Maschinen erfolgte im Jahr 1955. Zwischen 1955 und 1956 erhielten die ÖBB 20 Lokomotiven, die anfangs im Schnellzugdienst eingesetzt wurden. Alle Lokomotiven waren mit Sifa ausgerüstet.
Da die Lokomotiven nach ihrer Abnahme zu den schnellsten Elektrolokomotiven der ÖBB zählten, waren sie in einem sehr umfangreichen Einsatzgebiet unterwegs. So beförderten sie beispielsweise Schnellzüge auf der Westbahn und sie waren auch auf der Südbahn und der Semmeringbahn unterwegs.
1986 führten auch die ÖBB EDV-gerechte Triebfahrzeugnummern ein. Aufgrund des zukunftssicheren Bezeichnungssystems waren die Änderungen überschaubar. Die Ordnungsnummern wurden mit einer vorgesetzten Null dreistellig, der Punkt zwischen Stamm- und Ordnungsnummer entfiel und die Selbstkontrollziffern wurden ergänzt.
Im Jahr 2000 verfügten die ÖBB noch über 18 Lokomotiven. Die 1010 008 kollidierte 1993 in Melk mit der 1044 241. Die Lokomotiven waren zuletzt in Salzburg und Linz beheimatet. Im Jahre 2003 wurden die letzten Lokomotiven zeitgleich mit denen der Reihen 1110 und 1110.500 im Rahmen des Modernisierungsprogramms der ÖBB ausgemustert. Die letzten Exemplare 1010 003 und 010 schieden am 1. Dezember 2003 aus dem Plandienst aus, sie befinden sich aber bis heute ohne Unterbrechung betriebsfähig im Nostalgiedienst beim Verein „Club 1018“.

## Konstruktion

### Mechanische Konstruktion
Die Lokomotiven erhielten zwei unterschiedliche Drehgestellbauarten. Die 1010.001 und 002 erhielten Drehgestelle ohne Drehzapfen. Aufgrund der Anordnung des mittleren Radsatzes war eine Ausstattung mit herkömmlichen Drehzapfen nicht möglich, so dass die beiden Maschinen gemeinsam mit der 1110.05 ein so genanntes aufgelöstes Wiegensystem erhielten. Alle anderen Maschinen der Reihe 1010 erhielten Drehgestelle mit einem tiefliegenden realen Drehzapfen. Bei beiden Varianten waren die Drehgestelle, die den Hauptrahmen und den Lokkasten trugen, quergekuppelt. Die Lokomotiven wiesen abgerundete Stirnseiten auf; die beiden Führerstände waren miteinander verbunden. Der Trafo befand sich in der Lokmitte, die Lüfter, Hilfsapparaturen und Hilfsgeräte waren auf Podesten angebracht.

### Elektrische Konstruktion
Alle Lokomotiven hatten zwei Scherenstromabnehmer (Bauart V der Siemens-Schuckert-Werke für Einbügelbetrieb) auf dem Dach. Als Hauptschalter kam erstmals bei den ÖBB (abgesehen von zwei probeweise damit ausgerüsteten Fahrzeugen) der Druckluftschnellschalter DBTF von BBC zur Anwendung. Bei eingeschaltetem Hauptschalter gelangt die Primärspannung über den mit dem Primärstromwandler ausgerüsteten Dachdurchführungsisolator zum Haupttransformator. Der Transformator war auf dem Rahmen befestigt und wurde durch ein Ölkühlsystem gekühlt. Bei den Lokomotiven der Reihen 1010 und 1110 kam erstmals in Österreich eine Hochspannungssteuerung anstelle der bisher verwendeten Niederspannungsschaltungen zur Anwendung. Die Lokomotiven der Reihen 1010 und 1110 haben sechs solche kompensierten Einphasenreihenschlussmotoren mit offenen Fahnen. Der Anker läuft auf der Kommutatorseite in einem Pendelrollenlager, das auch den axialen Schub aufzunehmen hat, sowie einem Zylinderrollenlager auf der anderen Motorseite. Diese zehnpoligen, als EM 655 bezeichneten Fahrmotoren wurden aus den bei den Reihen 1040 und 1041 verwendeten, ebenfalls zehnpoligen Motoren EM 601 weiterentwickelt.
Die Kraftübertragung erfolgte mit einem BBC-Federantrieb. Die Getrieberäder waren schrägverzahnt, die Übersetzung betrug 1:3,18. Alle Lokomotiven waren mit einer schnellwirkenden, automatischen Druckluftbremse, einem Nachbremsventil, einer Zugbremse und einer Schleuderbremse ausgestattet.

## Erhaltene Fahrzeuge

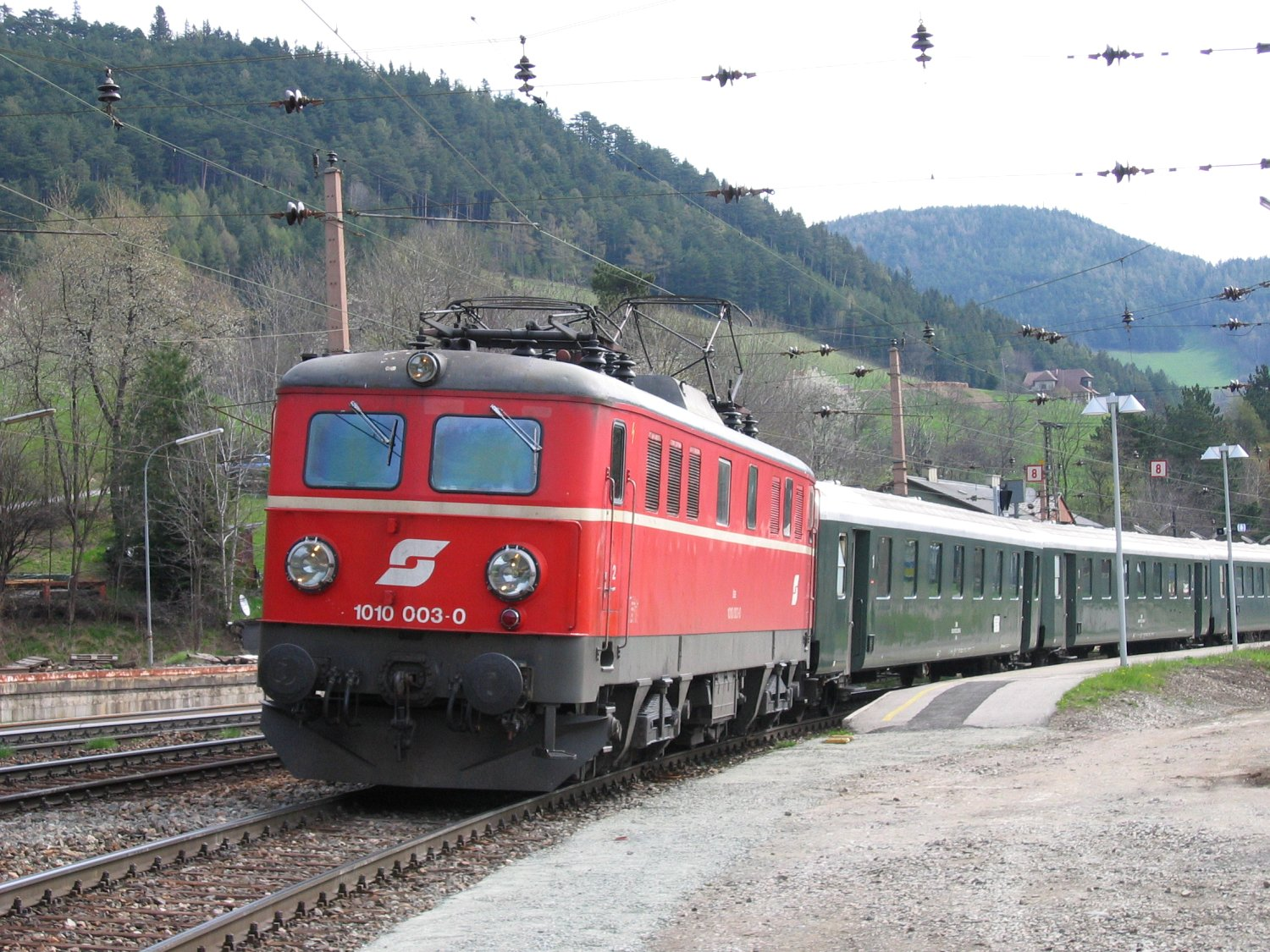
1010 003-0 mit Erlebniszug Zauberberge am Semmering

Von den 20 gebauten Exemplaren sind neun Lokomotiven erhalten geblieben:
| Nummer     | Baujahr | Farbgebung       | Eigentümer                                         | Standort  |
| ---------- | ------- | ---------------- | -------------------------------------------------- | --------- |
| 1010 002-2 | 1955    | rot              | Republik Österreich                                | Strasshof |
| 1010 003-0 | 1955    | rot              | Club 1018                                          | Wien      |
| 1010 004-8 | 1955    | rot              | ÖGEG                                               | Ampflwang |
| 1010.009   | 1956    | grün             | ÖGEG                                               | Ampflwang |
| 1010 010-5 | 1956    | grün             | Club 1018                                          | Wien      |
| 1010 011-3 | 1956    | rot/grau         | 1. Österreichischer Straßenbahn- und Eisenbahnklub | Strasshof |
| 1010 013-9 | 1956    | rot              | ÖGEG                                               | Ampflwang |
| 1010 015-4 | 1956    | Majestic Schwarz | ÖGEG                                               | Timelkam  |